# Breakerz
Breakerz（ブレイカーズ） és un grup de música japonès format l'any 2006.

## Membres
Els membres del grup són:
- Daigo: vocalista.
- Akihide: guitarrista, sintetitzador i cors.
- Shinpei: guitarrista, sintetitzador i cors.

A banda d'ells tres, el grup té col·laboradors habituals en el baix i la bateria.

## Història
El grup es va formar el 2006, amb Daigo i Shinpei. A aquests dos, més tard se'ls va unir Akihide. El nom "Breakerz" ve de l'anglès "break" (trencar) en el sentit de trencar, destruir o arruïnar "murs", entenet-los com a la voluntat de passar les limitacions dels gèneres musicals. Al final del nom hi ha una Z en lloc d'una S, que s'entén com un homenatge al grup japonès de rock B'z.
El juliol de 2008 treuen el seu primer single. El seu segon i tercer singles també van ser llençats a finals del mateix any. En aquest moment treuen l'àlbum Big Bang! i organitzen una gira nacional. A mitjan 2009 treuen el seu cinquè single: Everlasting Luv／BAMBINO 〜バンビーノ〜 : la primera cançó va ser utilitzada com a vintisisè opening de la sèrie d'anime Detectiu Conan. El seu sisè single, Hikari (光) també va ser utilitzat en la mateixa sèrie com a trentaquatrè ending. A finals de 2009, treuen l'àlbum FIGHTERZ, que també va donar nom a la gira "FIGHTERZ" que va rebre molt bones crítiques. El 2010 treuen dos singles: Gekijou/hEaVeN (激情／hEaVeN) i BUNNY LOVE／REAL LOVE 2010. A mitjan 2011 treuen el single tsukiyo no itazura no mahou/CLIMBER×CLIMBER (月夜の悪戯の魔法／CLIMBER×CLIMBER). Novament, la primera cançó és utilitzada com a ending de Detectiu Conan,el trentavuitè.

## Discografia

### Singles
- 1. SUMMER PARTY／LAST EMOTION - 9 de juliol de 2008. #10 del rànking Oricon.
- 2. 世界は踊る／灼熱 - 24 de setembre de 2008. #6
- 3. Angelic Smile／WINTER PARTY - 5 de novembre de 2008. #9
- 4. GRAND FINALE - 18 de febrer de 2009. #6
- 5. Everlasting Luv／BAMBINO 〜バンビーノ〜 - 8 d'abril de 2009. #2 (Opening 26 de Detectiu Conan)
- 6. Hikari (光) - 15 de juliol de 2009. #6 (Ending 34 de Detectiu Conan)
- 7. LOVE FIGHTER 〜恋のバトル〜 - 4 de novembre de 2009. #5
- 8. Gekijou (激情)／hEaVeN - 14 de juliol de 2010. #5
- 9. BUNNY LOVE／REAL LOVE 2010 - 3 de novembre de 2010. #4
- 10. Tsukiyo no itazura no mahou (月夜の悪戯の魔法)／CLIMBER×CLIMBER - 27 d'abril de 2011. (Ending 38 de Detectiu Conan)

### Àlbums
- 1. BREAKERZ - 25 de juliol de 2007.
- 2. CRASH & BUILD - 5 de desembre de 2007.
- 3. BIG BANG! - 26 de novembre de 2008.
- 4. FIGHTERZ - 2 de desembre de 2009.

#### Mini Àlbums
- 1. Ao no Mirai (アオノミライ) - 2 d'abril de 2008.
- 2. B.R.Z ACOUSTIC - 7 d'abril de 2010.